# Phylogenomik
Phylogenomik ist ein Fachgebiet, das sich mit der Analyse von Stammbäumen unter Verwendung von sequenzierten Genomen beschäftigt. Die Methoden der Phylogenetik werden dabei auf Genome angewendet, teilweise auch auf per reverser Transkription erzeugter DNA aus Transkriptomen.

## Eigenschaften
Die Phylogenomik dient der Vorhersage der Funktion eines unbekannten Proteins anhand ähnlicher Proteine mit bekannter Funktion durch einen Vergleich der DNA-Sequenzen. Weiterhin untersucht sie Abstammungen und Verwandtschaftsbeziehungen, das Auftreten von horizontalen Gentransfers und die evolutionäre Entstehung von Genfamilien und den daraus entstehenden Proteinfamilien innerhalb einer Art.
Die Analyse erfolgt aufgrund der vergleichsweise großen zu vergleichenden Datensätze mit bioinformatischen Methoden. Dabei verbessert die Analyse vieler Gene die Teststärke. Die Methoden können in fünf Gruppen eingeteilt werden, auf verschiedenen Genen basierend, auf dem Inhalt des Gens basierend, auf der Anordnung der Gene basierend, K-string-basierend und auf Stoffwechselwegen basierend. Während die meisten Methoden auf einer Zuordnung homologer Sequenzabschnitte (Sequenzalignment) basieren, die mit zunehmender Länge und mit abnehmender Verwandtschaft der Sequenzen immer aufwändiger und letztlich, für den Vergleich ganzer Genome, unmöglich wird, ist die K-String-Methode zuordnungsfrei; später wurden eine Reihe weiterer Methoden ohne Alignment entwickelt, die teilweise mit geringerer Rechenleistung auskommen. Je nach gewählter Berechnungsmethode können gelegentlich aus dem gleichen Datensatz unterschiedliche Stammbäume erstellt werden.
Bei den Analysen gibt es verschiedene Grundannahmen wie der Erhalt von Sequenzen über die Zeit, die Äquivalenz der Methoden bei Stammbäumen und der Evolution von Gen- bzw. Proteinfamilien, einfache zellkernlose Zellen als Ursprung allen Lebens und den horizontalen Gentransfer als Ursache von Inkongruenzen bei Analysen verschiedener Gene (einschließlich der Entstehung von Endosymbionten).
Aufgrund von phylogenomischen Analysen wurde der Ursprung zellulärer Lebensformen auf etwa vor 2,9 Milliarden Jahre geschätzt. Fast alle photosynthetisierenden Eukaryoten besitzen einen gemeinsamen Urvorfahren.
Phylogenomische Methoden sind z. B. die Genomsequenzierung, die Sequenzierung der rDNA, das Multilocus Sequence Typing und die Multilocus Sequence Analysis. Evolutionäre Abstammungen sind in der Datenbank PhylomeDB verzeichnet.
In der Virologie sind heute bioinformatischen Methoden zur Bestimmung von Verwandtschaftsverhältnissen alleinbestimmend. Beispiele für solche Methoden sind Clusteranalyse, ViPTree und VIRIDIC.

## Geschichte
Die Bezeichnung Phylogenomik wurde 1997 von Jonathan Eisen geprägt und umfasste ursprünglich nur die Vorhersage der Funktion eines Proteins anhand der Ähnlichkeiten von DNA-Sequenzen. Im Jahr 1998 arbeitete er die Methodik dazu aus. Die Entstehung von Proteinfamilien wurde 1965 von Emile Zuckerkandl und Linus Pauling beschrieben, etwa 35 Jahre vor den ersten sequenzierten Genomen. Die Verwendung von Genomen zur Erstellung von evolutionären Stammbäumen als Teil der Phylogenomik wurde Anfang der 2000er Jahre begonnen und 2005 zuerst umfassend beschrieben.